# Kodeks Borgia

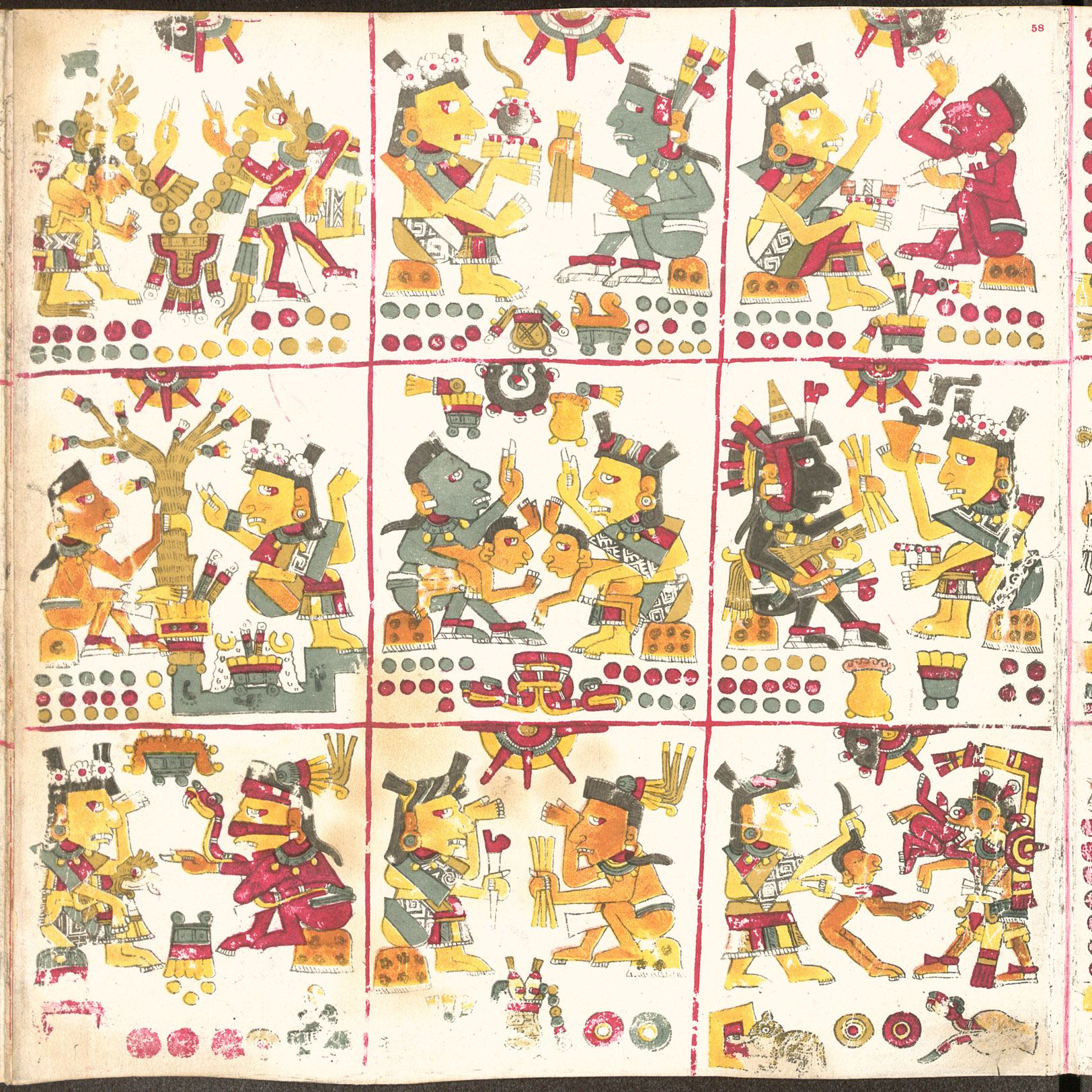
Fragment strony 58 z Kodeksu Borgii.

Kodeks Borgii – aztecki dokument zawierający obserwacje astronomiczne, teksty magiczne, religijne i ustalenia kalendarza.

## Pochodzenie
Kodeks Borgii prawdopodobnie pochodzi z okolic Choluli w Meksyku, i jest spuścizną kultury nahuatl Puebla-Tlaxcala. Ma 10 metrów długości i wchodzi w skład tzw. Grupy Borgii. Obecnie znajduje się w Bibliotece Watykańskiej.
Kodeks Borgii znalazł się w Europie, we Włoszech, w okresie wczesnego hiszpańskiego kolonializmu. Został odkryty w 1805 r. przez Aleksandra von Humboldta wśród dokumentów kardynała Stefana Borgii.

## Opis
Kodeks Borgii jest sporządzony ze zwierzęcej skóry i złożony z 39 arkuszy. Każdy ma 27 cm na 27 cm, co daje całkowitą długości prawie 11 metrów. Wszystkie, z wyjątkiem arkusza końcowego, są pomalowane po obu stronach (76 stron). Kodeks czytany jest z prawej do lewej strony.
- W pierwszej części Kodeksu znajduje się opis 260-dniowego kalendarza Azteków zwanego w języku Nahuatl – tonalpohualli. Pierwsze 4 strony przedstawiają znaki poszczególnych dni, biegnące poziomo przez środek, otoczone wizerunkami bóstw i postaci nadnaturalnych.
- Strony od 29 do 46 kodeksu tworzą najdłuższą sekcję opisującą historyczne wydarzenia oraz historię Quetzalcoatla jako personifikację Wenus, od jego narodzin po wizytę w świecie podziemia. W części tej znajduje się również opis stworzenia świata, poszczególnych epok – słońc i 52-letnich cykli.
- Strony od 47 do 56 przedstawiają rozmaite bóstwa, składane ofiary i wiele nierozszyfrowanych znaków ikonograficznych.
- Strony od 57 do 60 mówią o sprzyjających i niekorzystnych okresach zawierania małżeństw i przypisywaniu im odpowiednich numerów w kalendarzu.
- Strony od 61 do 70, podobne jak pierwsza część, pokazują różne znaki dnia występujące wokół scen bitewnych. Każda z 10 stron pokazuje 26 znaków dnia.
- Strony od 71 do 76 pokazują różne bóstwa i podstawową ikonografię.

## Wydania
Pierwszej częściowej publikacji Kodeksu Borgii dokonał Alexander von Humboldt wydanej w zbiorczym dziele wicehrabiego Edwarda Kinga pt. Antiguidades de Meksyk Tom III w 1810 roku. Następnej publikacji, autorstwa Duca de Lubat, Kodeks doczekał się w 1898 roku.
Ostateczna, najlepsza wersja znana pod tytułem Kodeks Borgia, der bilderschrift altmexikanische eine der Bibliothek Congregatio de fide propagandy, hrsg. kosten auf Seiner Excellenz des herzogs Von Loubat (Berlin), została opublikowana w 1904 roku przez niemieckiego naukowca Eduarda Selera, który swe dzieło wzbogacił odpowiednim komentarzem. Najbardziej jednak znana jest hiszpańska wersja tego dzieła, autorstwa Fondo Cultura Economica, wydana w Meksyku w 1963.

## Grupa Kodeksów Borgii
Kodeksy wchodzące w skład Kodeksów Borgii:
- Kodeks Borgii
- Kodeks Vaticanus B (Biblioteka Watykańska, Rzym)
- Kodeks Rios (Biblioteka Watykańska, Rzym)
- Kodeks Laud (Biblioteka Bodleian, Oxford University, Oksford)
- Kodeks Cospi (Biblioteka Uniwersytecka, Bolonia)
- Kodeks Aubin (Biblioteka Narodowa w Paryżu)
- Kodeks Fejervary-Mayer (Merseyside County Museum, Liverpool)

## Galeria

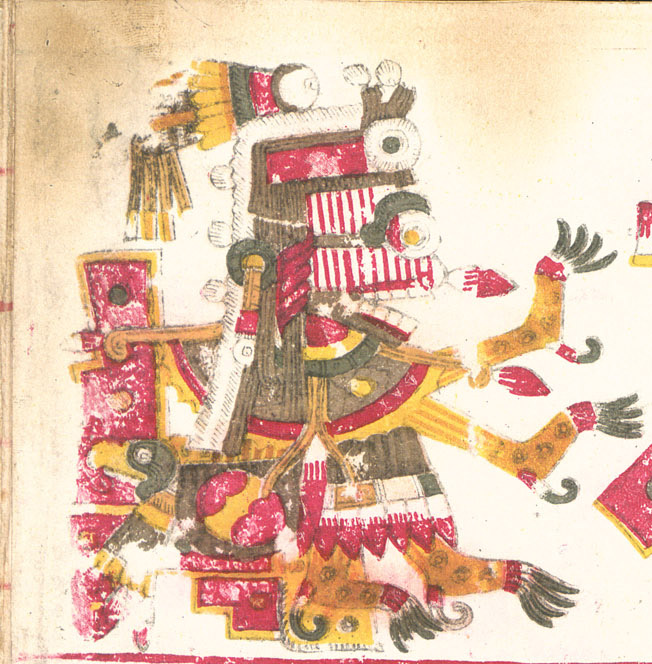
Itzpapalotl
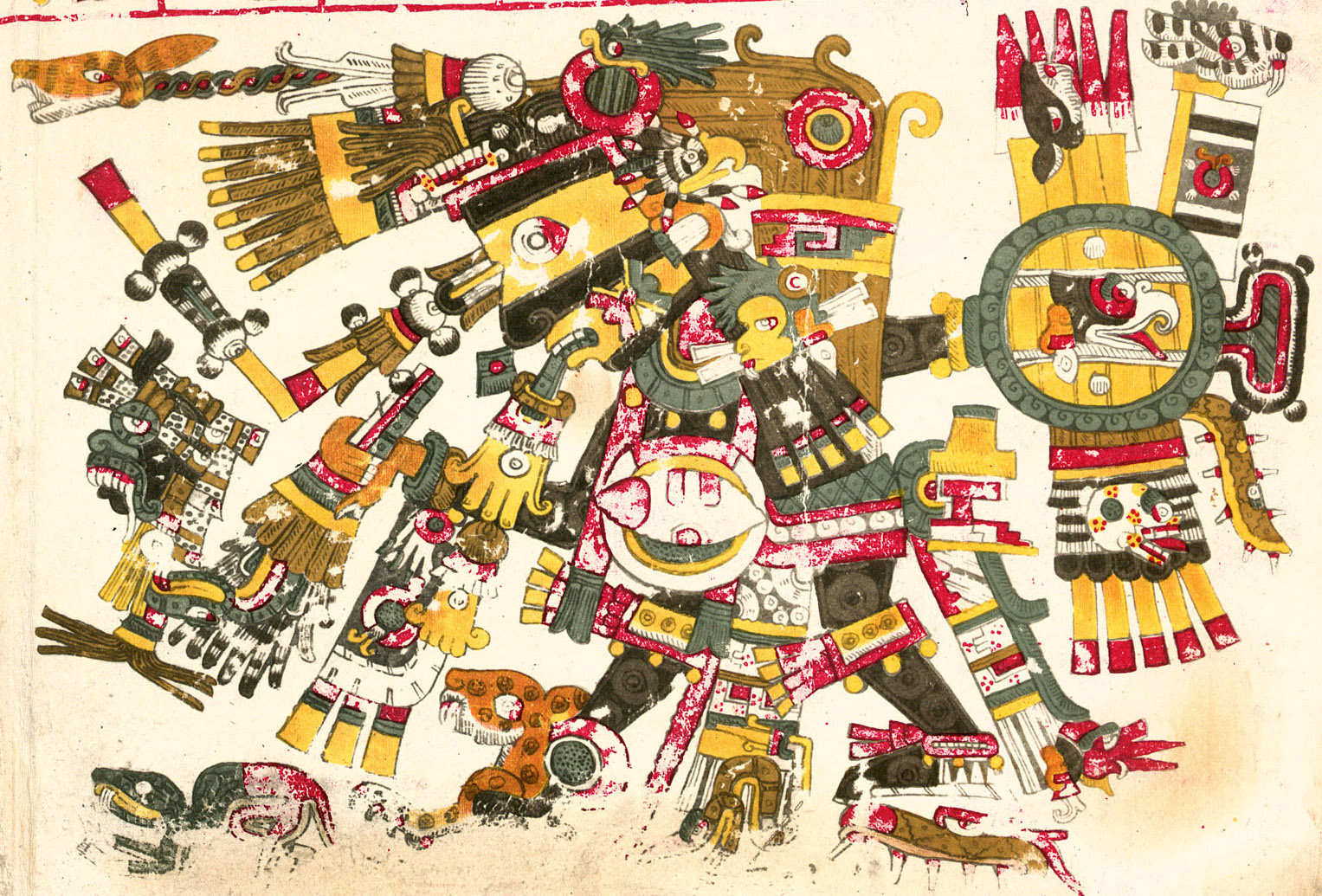
Tezcatlipoca
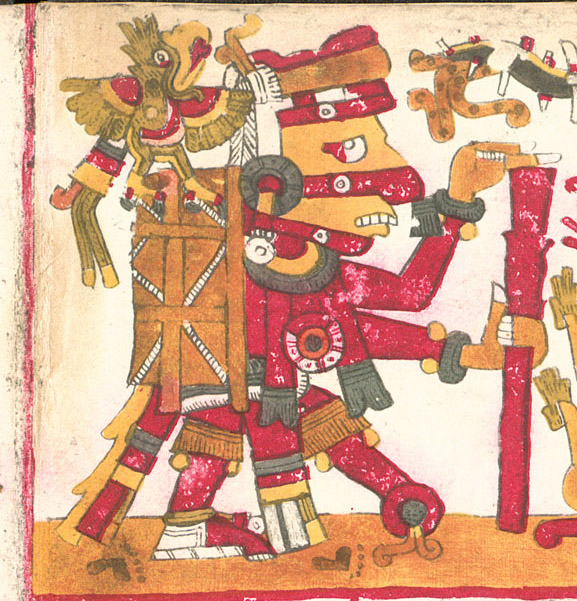
Tezcatlipoca lub Mixcoatl
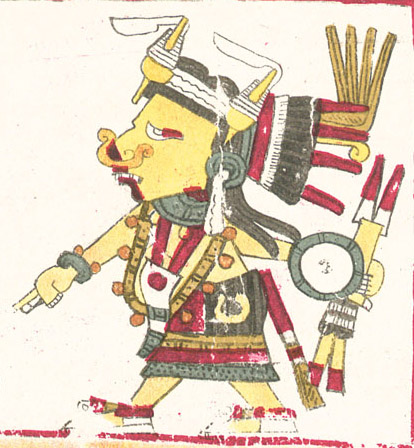
Tlazolteotl
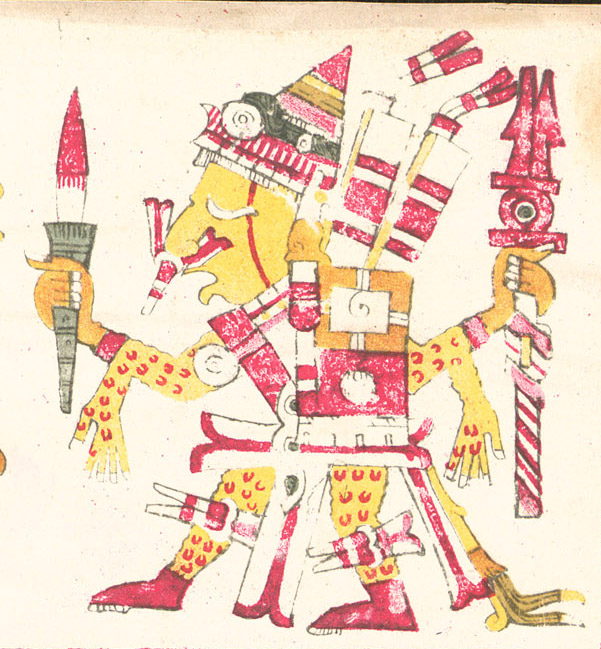
Xipe Totec
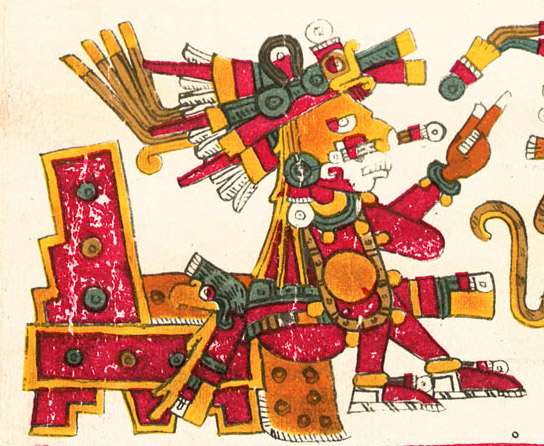
Xochipilli